# 纳米鲁单抗
纳米鲁单抗（INN：namilumab；开发代号：MT203），或译那美芦单抗，是一种人单克隆抗体（IgG1 κ类），靶向粒细胞-巨噬细胞集落刺激因子（简称GM-CSF或CSF2），目前正在研究用于类风湿性关节炎和银屑病关节炎。纳米鲁单抗正在进行I期和II期临床试验，以确定该抗体在斑块型银屑病和类风湿性关节炎中的安全性、耐受性和初步治疗效用。
纳米鲁单抗由武田制药国际公司开发并由Micromet Inc生产。